# Gert de Graaff
Gert de Graaff (Amsterdam, 9 d'octubre de 1957) és un director de cinema dels Països Baixos formador sobre el poder de la imatge i l'edició substantiva.
El 2000 la seva pel·lícula De zee die denkt va guanyar, entre d'altres, el Premi Joris Ivens al festival internacional de documentals Festival Internacional de Cinema Documental d'Amsterdam. La pel·lícula va ser premiada en diversos festivals, inclosa una nominació a l'Oscar europeu a Berlín.
De Graaff va estudiar enginyeria aeronàutica, després va estudiar a l'Acadèmia Holandesa de Cinema i Televisió, on es va graduar cum laude el 1986. Després va començar a treballar com a editor de vídeo a NOB, que més tard es va convertir en Dutch View i més tard en Ciris. Hi ha editat nombrosos programes de televisió. Des de l'any 2002 és cap de formació en postproducció. És trainer autònom des del 2011.
Des de 1990 imparteix classes sobre el poder de la imatge, direcció amb 1 càmera, edició substantiva, gramàtica de la imatge, psicologia del cinema, découpage, ús (eficaç) de la música, etc., tant per a principiants com per a avançats. estudiants. Un dels seus cursos s'anomena 'filet amb Gert'. A partir del material proporcionat per l'estudiant/client, s'examina la seva edició i, si cal, s'ajusta al moment a Avid. Tot això basat en el lema: No diguis, mostra! Orienta i assessora directors de cinema. Ha impartit formació a directors, fabricants d'articles, editors, càmeres i compiladors de programes de televisió. Primer va ser professor convidat a la Media Academy d'Hilversum durant molts anys, després dels quals va començar a treballar com a autònom.